# Tõde ja õigus
Tõde ja õigus é um filme de drama épico estoniano de 2019 dirigido e escrito por Tanel Toom. Baseado na pentalogia homônima de Anton Hansen Tammsaare, foi selecionado para representar a Estônia no Oscar 2020.

## Elenco
- Priit Loog - Andres
- Priit Võigemast - Pearu
- Ester Kuntu - Mari
- Maiken Schmidt - Krõõt
- Risto Vaidla - Andres (jovem)
- Loora-Eliise Kaarelson - Maret
- Indrek Sammul - Sauna-Madis
- Marika Vaarik - Esposa de Madis